# Selaginella sajanensis
Selaginella sajanensis är en mosslummerväxtart som beskrevs av Stepanov och Sonnikova. Selaginella sajanensis ingår i släktet mosslumrar, och familjen mosslummerväxter. Inga underarter finns listade i Catalogue of Life.